# Довбор (герб)
Довбор (пол. Dowbor, Dabor, Dawbor, Przyjaciel Sowity) — польский дворянский герб.

## Происхождение
Герб является разновидностью герба Пржияцель.

## Описание
В поле синем — два сердца рядом, пробитые стрелой слева наискось вниз. Над шлемом в короне три пера страусовых.
Оригинальный текст (пол.) W polu błękitnem — dwa serca rzędem, przeszyte strzałą w lewo ukośnie na dół. Nad hełmem w koronie trzy pióra strusie.
— Juliusz Ostrowski: Księga herbowa rodów polskich, T.2

## Роды — носители герба
Dabor, Dawbor, Dowbor, Murynicki, Perłowski.